# یواس‌اس چلب (ای‌کی-۱۳۸)
یواس‌اس چلب (ای‌کی-۱۳۸) (به انگلیسی: USS Cheleb (AK-138)) یک کشتی بود که طول آن ۴۴۱ فوت ۶ اینچ (۱۳۴٫۵۷ متر) بود. این کشتی در سال ۱۹۴۳ ساخته شد.